# 리치먼드하이츠 (미주리주)

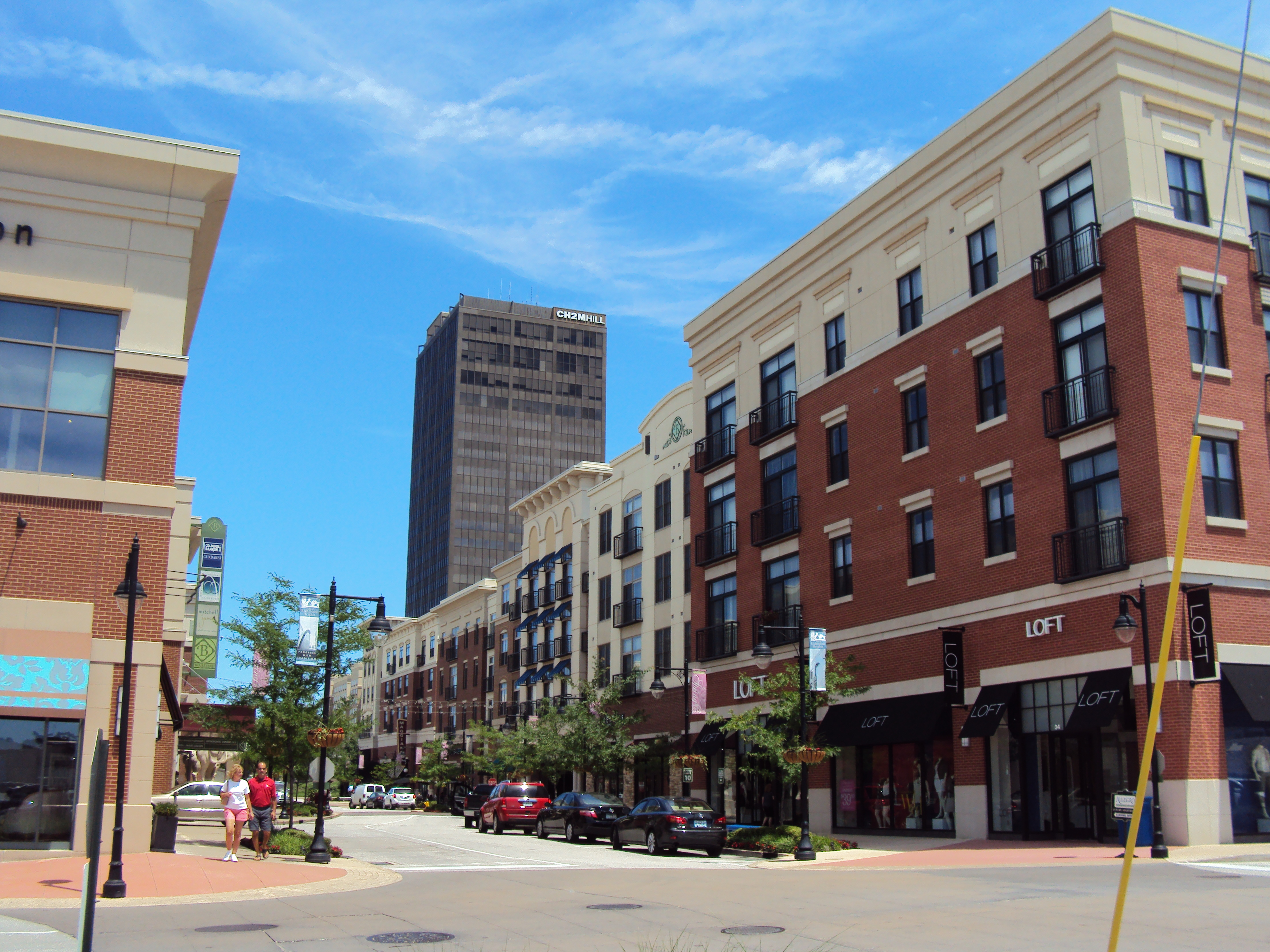
리치먼드하이츠의 거리

리치먼드하이츠(Richmond Heights)는 미국 미주리주 세인트루이스군 (미주리주)에 있는 도시이다. 인구는 2010년 조사 결과 8,603명이다.